# Napothera malacoptila
La ratina picuda (Napothera malacoptila  antes conocido Rimator malacoptilus) es una especie de ave paseriforme de la familia Pellorneidae propia del sur de Asia.

## Distribución y hábitat
Se encuentra en Bután, India, el sur de China y Bangladés.
Su hábitat natural son los bosques montanos húmedos tropicales.

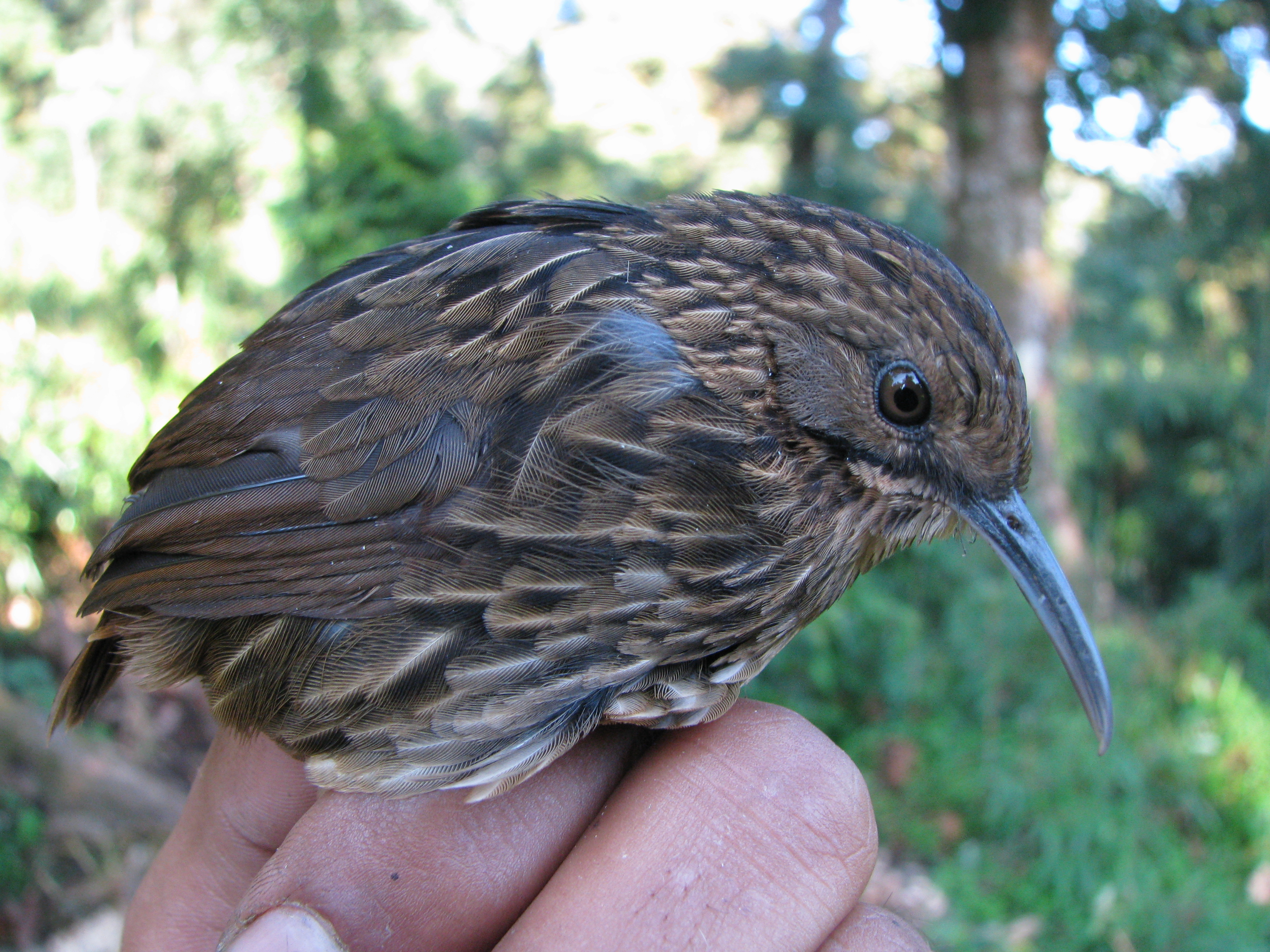
Un ejemplar en Arunachal Pradesh（Zangnan）, India.